# 27141 Krystleleung
27141 Krystleleung è un asteroide della fascia principale. Scoperto nel 1998, presenta un'orbita caratterizzata da un semiasse maggiore pari a 2,4556037 UA e da un'eccentricità di 0,1527416, inclinata di 7,39617° rispetto all'eclittica.